# Трешня (приток Скниги)
Трешня — река в России, протекает по Заокскому району Тульской области. Правый приток реки Скниги.

## География
Река Трешня берёт начало у бывшей деревни Болынтово. Течет на запад по открытой местности. На реке расположен посёлок Ярославцево. Устье реки находится в 28 км по правому берегу реки Скниги севернее посёлка Злобино. Длина реки составляет 10 км.

## Данные водного реестра
По данным государственного водного реестра России относится к Окскому бассейновому округу, водохозяйственный участок реки — Ока от города Калуга до города Серпухов, без рек Протва и Нара, речной подбассейн реки — бассейны притоков Оки до впадения Мокши. Речной бассейн реки — Ока.
Код объекта в государственном водном реестре — 09010100812110000022347.